# 渌井镇
渌井镇，是中华人民共和国四川省南充市营山县下辖的一个乡镇级行政单位。2019年10月，将原朗池镇所属南溪村、凤凰村、紫荆村、兴云村、天平村、土梁村、观音村、封窦村、立山村、干井村、韩丰村、夕照村、盐龙村划归渌井镇管辖。

## 行政区划
渌井镇下辖以下地区：
万寿村、枣岩村、马鞍村、双桥村、安乐村、石虎村、渌井村、五星村、龙岗村、擦岩村、双河村和香积村、南溪村、凤凰村、紫荆村、兴云村、天平村、土梁村、观音村、封窦村、立山村、干井村、韩丰村、夕照村、盐龙村。